# Olle Åkerlund
Olle Åkerlund, född 28 september 1911 i Göteborg, död 4 februari 1978 i Stockholm, var en svensk seglare.
Olle Åkerlund var son till Erik Åkerlund. Han seglade för KSSS. Han blev olympisk guldmedaljör i Los Angeles 1932 med faderns 6-metersbåt S/Y Bissbi.